# Oulankaite
La oulankaite è un minerale.